# شهوت برای زندگی (ترانه)
شهوت برای زندگی (به انگلیسی: Lust for Life) ترانه‌ای است توسط خواننده آمریکایی لانا دل ری با هم‌خوانی خواننده کانادایی د ویکند. ترانه در ۱۹ آوریل ۲۰۱۷ از طریق پالیدور رکوردز و اینتراسکوپ رکوردز، به عنوان دومین تک‌آهنگ از پنجمین آلبوم استودیویی به همین نام (۲۰۱۷) وی منتشر شد. ترانه توسط دل ری و ریک نوئلز نوشته و تهیه‌شده‌است، همچنین این ترانه توسط د ویکند و مکس مارتین به صورت اضافی نوشته‌شده و توسط دین رید و کیرون منزیس تهیه‌کنندگی اضافی شده‌است. این اولین ترانه منتشر شده توسط لانا دل ری است که با شخص دیگری هم‌خوانی داشته‌است.

## نماهنگ
یک ویدیو صوتی رسمی در کانال ویوو لانا دل ری در همان روز از انتشار ترانه منتشر شد. نماهنگ نمایان لانا دل ری و ویکند دست در دست هم روی لبه نشان هالیوود است.
نماهنگ رسمی در ۲۲ مه منتشر و در کانال ویوو لانا دل ری بارگذاری شد. نماهنگ توسط ریچ لی کارگردانی شد کسی که نماهنگ عشق را نیز کارگردانی کرد.

## نمودار
| نمودار (۲۰۱۷)                              | اوج جایگاه |
| ------------------------------------------ | ---------- |
| نیوزیلند (انجمن صنعت ضبط نیوزیلند)         | ۱          |
| یونان (بیلبورد)                            | ۱          |
| ایالات متحده آمریکا (بیلبورد)              | ۴          |
| ایسلند                                     | ۷          |
| فنلاند(جدول‌های رسمی فنلاند)                | ۱۱         |
| مجارستان (انجمن شرکت‌های ضبط مجارستانی)     | ۱۵         |
| بلژیک (آلتراتاپ فلاندرز)                   | ۱۷         |
| فرانسه(سندیکای ملی انتشارات صوتی‌تصویری)    | ۱۹         |
| اسپانیا (سازنده‌های موسیقی اسپانیا)         | ۲۲         |
| بلژیک (آلتراتاپ والونیا)                   | ۲۲         |
| اسلواکی (۱۰۰ تک‌آهنگ برتر)                  | ۲۴         |
| سوئد                                       | ۲۹         |
| اسکاتلند                                   | ۲۹         |
| لهستان                                     | ۳۰         |
| جمهوری ایرلند (انجمن صنعت ضبط ایرلند)      | ۳۳         |
| جمهوری چک (۱۰۰ تک‌آهنگ برتر)                | ۳۵         |
| بریتانیا (جدول تک‌آهنگ‌های بریتانیا)         | ۳۸         |
| کانادا (۱۰۰ آهنگ داغ کانادا)               | ۳۹         |
| استرالیا (جدول‌های ای‌آرآی‌ای)                | ۴۴         |
| سوئیس (جدول موسیقی سوئیس)                  | ۴۸         |
| اتریش (او۳ تاپ ۴۰ اتریش)                   | ۵۱         |
| ایتالیا (فدراسیون صنعت موسیقی ایتالیا)     | ۵۸         |
| پرتغال (انجمن صنفی گرامافون پرتغال)        | ۶۱         |
| ایالات متحده آمریکا (۱۰۰ آهنگ داغ بیلبورد) | ۶۴         |
| آلمان(جدول رسمی آلمان)                     | ۶۵         |